# Белина (герб)
Герб Белина (пол. Belina) — польский дворянский герб, впервые упоминаемый в 1431 году и включающий 99 родов.

## Описание герба
В поле лазоревом три подковы, расположенные треугольником передками внутрь, шипами одна к правой, другая к левой стороне щита, а третья к его подошве. В последнюю упирается остриём вниз меч, золотая рукоятка которого имеет вид креста; над короной видна в золотой броне вооруженная мечом рука.
В некоторых гербах того же имени изображается в нашлемнике ворон с поднятыми крыльями и золотым во рту перстнем, в других же — сидящая на мече сова. Папроцкий относит начало этой эмблемы ко времени Александра Македонского и повествует, что 500 лет спустя после его смерти, а именно в 278 году н. э., герб трех подков с иллирийским полководцем Лубосом перешел в Богемию; Окольский же полагает, что в Польше, во время войны Болеслава Храброго с русскими, родственник короля, гетман и краковский воевода граф Желислав Белина, носитель герба Подковы, за одержанную им победу получил приращение в гербе, две подковы и меч. Без третьей внизу подковы герб называется Лзава.

## Герб используют

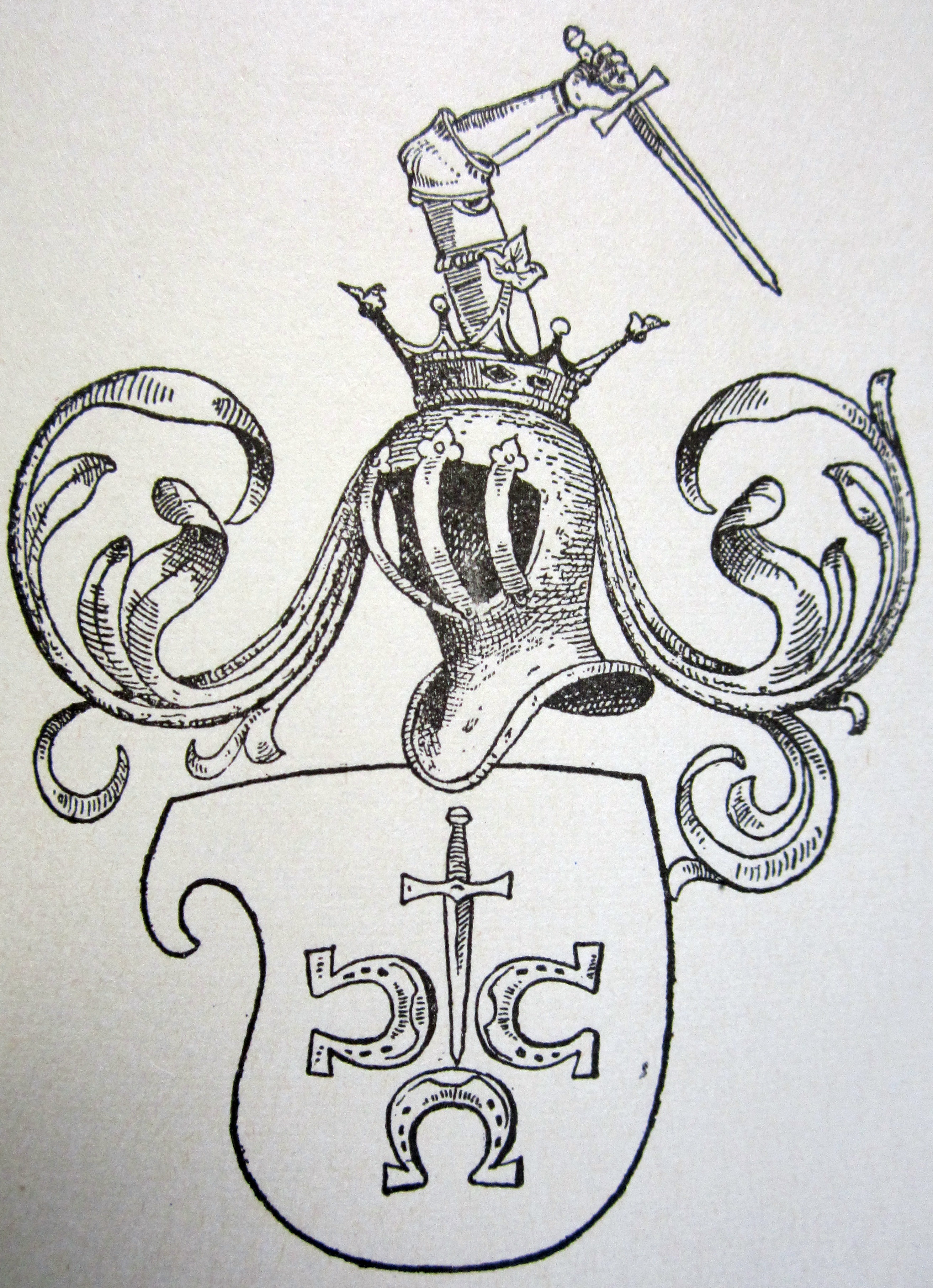
Изображение герба из «Гербовника Витебского дворянства» (Спб, 1900 г.)

Баржимовские (Barzymowski), Беллина (Belina, Belina-Swiantkowski, Belina Wensierski), Борковские (Borkowski), Бориславы (Boryslaw), Божимовские (Borzymowski), Бориславские (Боржиславские, Boryslawski, Borzyslawski), Божимы (Borzym), Брозовские (Brozowski), Бржозовские (Brzozowski), Былины (Bylina), Хлевинские (Chlewinski), Хваленцкие (Chwalecki), Чеховские (Czechowski), Фалецкие (Falecki), Фаленцкие (Falencki), Голеневские (Goleniewski, Golenioski, Goleniowski), Гроцкие (Grocki), Гродские (Grodzki), Грущинские (Gruszczynski), Грушецкие (Gruszetski), Гульчевские (Gulczewski), Ящолтовские (Ящултовские, Jaszczoltowski, Jasczultowski), Кадлубовские (Kadlubowski, Kadluboski), Кэндзерские (Kedzierski), Кендзержинские (Kedzierzynski), Конояцкие (Konojacki), Кошко (Koszko), Краска (Kraska), Крупинские (Krupinski), Лещинские (Leszczynski), Лоховские (Lochowski), Лоевские (Lojowski), Миленцкие (Milecki), Млоховские (Mlochowski, Mlochowski z Mlochowa), Млынарские (Młynarski), Модзелевские (Modzelewski), Наропинские (Naropinski), Окуни (Okun), Оссовские (Ossowski), Островские (Ostrowski), Парзневские (Parzniewski), Подгорецкие (Podhorecki), Поруденские (Porudenski), Пражмовские (Prazmowski, Prazmowski z Prazmowa), Просковские (Proskowski), Раховские (Rachowski), Сарбинские (Sarbinski), Сатковские (Satkowski), Секуцкие (Sekucki), Скупи (Skup), Скупенские (Skupienski), Скупевские (Skupiewski), Старжеховские (Starzechowski), Ставские (Stawski), Суские (Suski), Щитницкие (Sczytnicki, Szczytnicki), Шпаковские (Szpakowski), Табульские (Tabulski), Тарановские (Taranowski), Тараповские (Tarapowski), Телятыцкие (Telatycki), Тенгоборские (Tegoborski), Вандровские (Wandroski, Wandrowski), Вонговские (Wagowski), Вонгровские (Wagrowski), графы и дворяне Венсерские (Весерские, Wensierski, Wesierski), Венгерские (Wegierski), Верцеховские (Wierciochowski, Wierciechowski), Вольские (Wolski), Залютынские (Zalutynski), Завадские (Завадзкие, Zawadzki), Здановские (Zdanowski), Зелиговские (Желиговские, Zeligowski), Зелевичи (Zielewicz).
- Белина изм.:
- Белина II: Венсерские.
- Белина III: Скупевские (Skupiewski).
- Лзава

Описание герба, его историю и перечень носящих его фамилий можно также найти в классических польских гербовниках:
- Bartosz Paprocki Herby rycerstwa polskiego. Kraków, 1584.
- Simon Okolski. Orbis Polonus. Krakow, 1642. T.1.
- Ks. Kacper Niesiecki. Herby i familie rycerskie tak w Koronie jako y w W.X.L. Lwów, 1728.

Герб Белина внесен в Часть 1 Гербовника дворянских родов Царства Польского, стр. 49.